# Rubén Sobrino Pozuelo
Rubén Sobrino Pozuelo (Daimiel, 1 de juny de 1992) és un futbolista professional castellanomanxec que juga com a davanter al Cadis CF.

## Carrera de club
El juliol de 2008, amb 16 anys, Sobrino va ingressar a l'equip Juvenil B del Real Madrid C.F.. El 2011–12 va debutar com a sènior entrant com a substitut al minut 77 per Fran Sol en un partit del Reial Madrid C contra el Rayo Majadahonda. La temporada 2012–13 va ser titular per primer cop a la segona divisió B contra el Caudal Deportivo.
El 26 de maig de 2013 Sobrino va debutar amb el Reial Madrid Castella, entrant com a suplent per Jesé en un partit que acabaria 1–1 contra l'Elx CF. Després del descens del Castilla, va marcar a la SD Ponferradina el 7 d'agost de 2014.
El 28 d'agost de 2015, Sobrino fou traspassat al Manchester City, per 250,000 € més 200,000 en variables; fou immediatament cedit al Girona FC per disputar la segona divisió 2015-16.
El 14 de juliol de 2016, Sobrino fou cedit al Deportivo Alavés de la primera divisió espanyola, per un any, amb opció d'extensió per una altra temporada. Sobrino va debutar a la màxima categoria del futbol espanyol el 16 d'octubre de 2016, substituint Aleksandar Katai en un empat 1–1 a casa contra el Màlaga CF. El seu primer gol en la competició va arribar el 5 de febrer, el primer en una victòria per 4–2 a fora contra l'Sporting de Gijón.
El 6 de juliol de 2017, el Manchester City va anunciar que Sobrino era traspassat a l'Alavés amb un contracte per quatre temporades, després d'un any cedit. En el mercat d'hivern de la temporada 2018-2019 va fitxar pel València CF per 5 milions, amb contracte fins 2022. Es va estrenar amb gol contra el Celtic Glasgow en l'Europa League en febrer de 2019.
El 31 de gener de 2021, després d'haver jugat poc, Sobrino va fitxar pel Cadis CF també de primera divisió, com a cedit, per la resta de la temporada 2020–21. El 30 d'agost, hi va signar contracte permanent, per tres anys.

## Palmarès
València CF
- 1 Copa del Rei: 2018-19.